# モン・サン＝ミシェル
座標: 北緯48度38分10秒 西経01度30分40秒 / 北緯48.63611度 西経1.51111度
モン・サン＝ミシェル（Mont Saint-Michel）は、フランス西海岸、サン・マロ湾上に浮かぶ小島、及びその上にそびえる修道院である。ノルマンディー地域圏マンシュ県ル・モン＝サン＝ミシェルに属する。モンサンミシェルとも表記する。
カトリックの巡礼地のひとつであり「西洋の驚異」と称され、1979年には「モン・サン＝ミシェルとその湾」としてユネスコの世界遺産（世界遺産ID80）（文化遺産）に登録され、1994年10月にはラムサール条約登録地となった。

## 地形
ノルマンディー地方南部・ブルターニュとの境に近いサン・マロ湾はヨーロッパでも潮の干満の差が最も激しい所として知られる。潮の満ち引きの差は15メートル以上ある。このため、湾の南東部に位置する修道院が築かれた岩でできた小島はかつては満ち潮の時には海に浮かび、引き潮の時には自然に現れる陸橋で陸と繋がっていた。（タイダル・アイランド）
島の入口には潮の干満時刻を示した表示があり、満潮時には浜に降りないようにと記されている。最も大きい潮が押し寄せるのは満月と新月の28-36時間後といわれており、引き潮により沖合い18kmまで引いた潮が、猛烈な速度で押し寄せる。
干潟の砂も海水を含んでぬかるみ、足が埋まってなかなか抜け出せなくなることも多く、このためかつては多くの巡礼者が潮に飲まれて命を落としたといい、「モン・サン＝ミシェルに行くなら、遺書を置いて行け」という言い伝えがあった。
1877年に対岸との間に地続きの道路が作られ、潮の干満に関係なく島へと渡れるようになった。しかし、これによって潮流をせき止めることとなり、100年間で2mもの砂が堆積してしまった。急速な陸地化（陸繋島化）が島の周囲で進行しており、島の間際まで潮がくることは滅多になくなりつつあったため、かつての姿を取り戻すべく2009年には地続きの道路が取り壊され、2014年に新たな橋が完成した。
湾内には塩性湿地が広がり、一帯に礁、島嶼、崖、砂丘やHalimione pedunculataなどの塩生植物の草地がある。湾底は砂質または砂利質で、二枚貝や多毛類のSabellaria alveolataが生息している。湾内はミヤコドリ、コオバシギ、ハマシギなどのシギチドリ類の越冬地であり、ハンドウイルカ、ゼニガタアザラシなどの海洋哺乳類が訪れることもある。

周辺地形
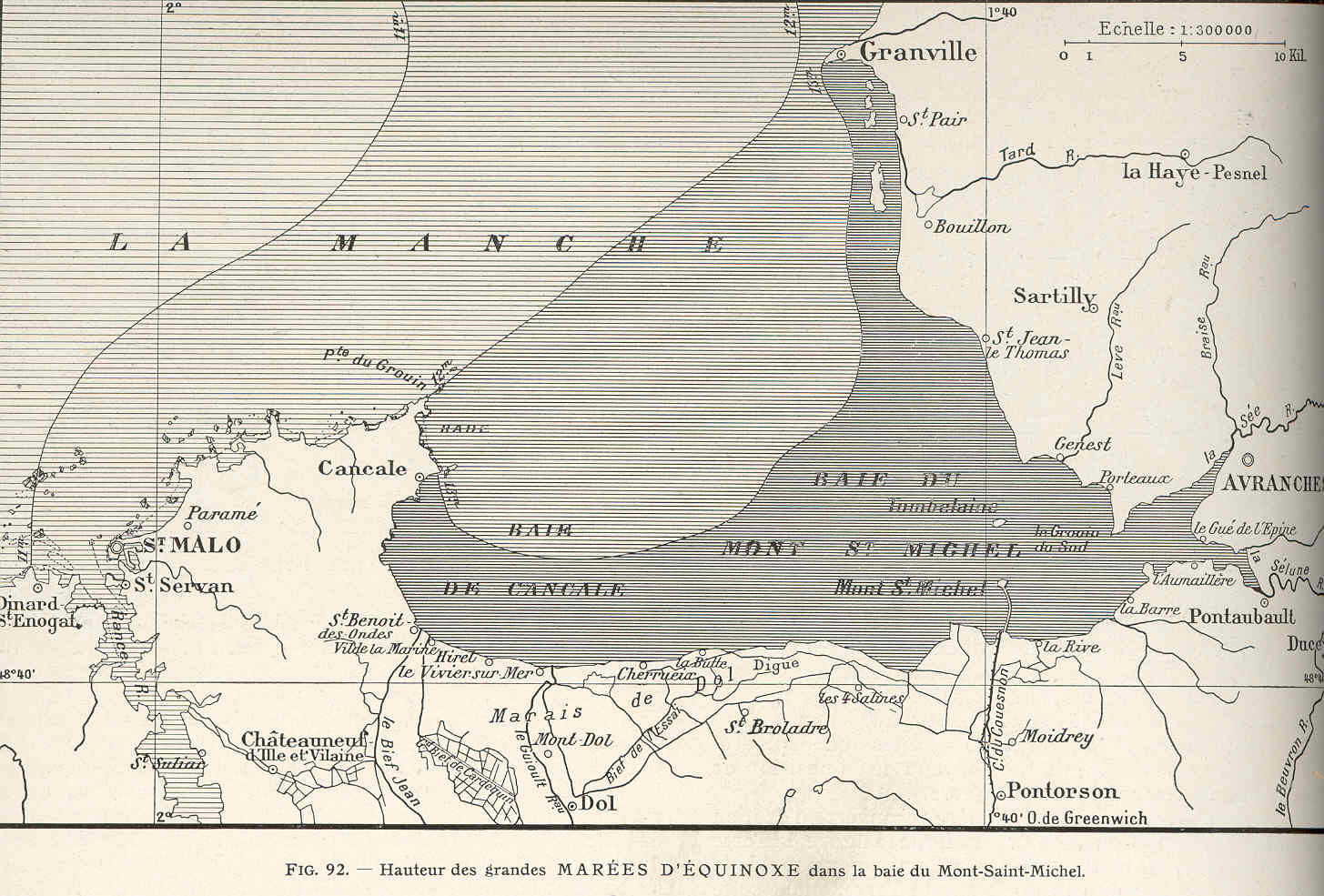
地図(1913年)
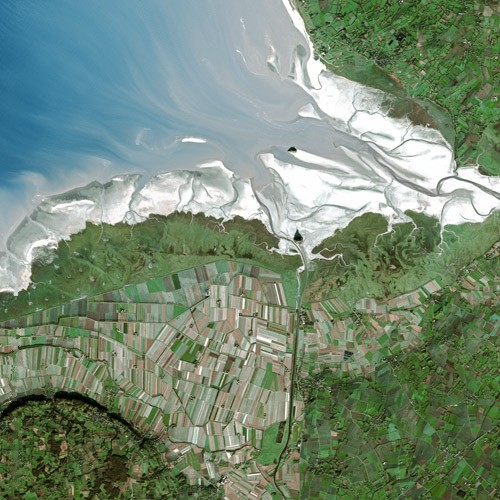
衛星写真(2003年)

## 建築物

全景

数世紀かけて作られた建造物であるため、主要部はゴシック様式だが、内部はさまざまな中世の建築方式が混ざり合って構成されている。
教会堂はカロリング期の様式で、身廊はノルマン様式（11 - 12世紀）、百年戦争後の1421年に破壊されたロマネスク様式の内陣はフランボワイアン・ゴシック様式（15世紀半ば - 16世紀初頭）として再建された。これら周囲を13世紀の重層構造の修道院建築と13 - 15世紀の軍事施設が取り囲んでいる。
ゴシック・リヴァイヴァル建築の鐘楼と尖塔は1897年に完成した。その上に奉られている剣と秤を持つ金のミカエル像は、彫刻家エマニュエル・フレミエによって製作された。深層部からは、岩山の上に幾層にもわたり建造され続けた建築遺構も残る。

建築物
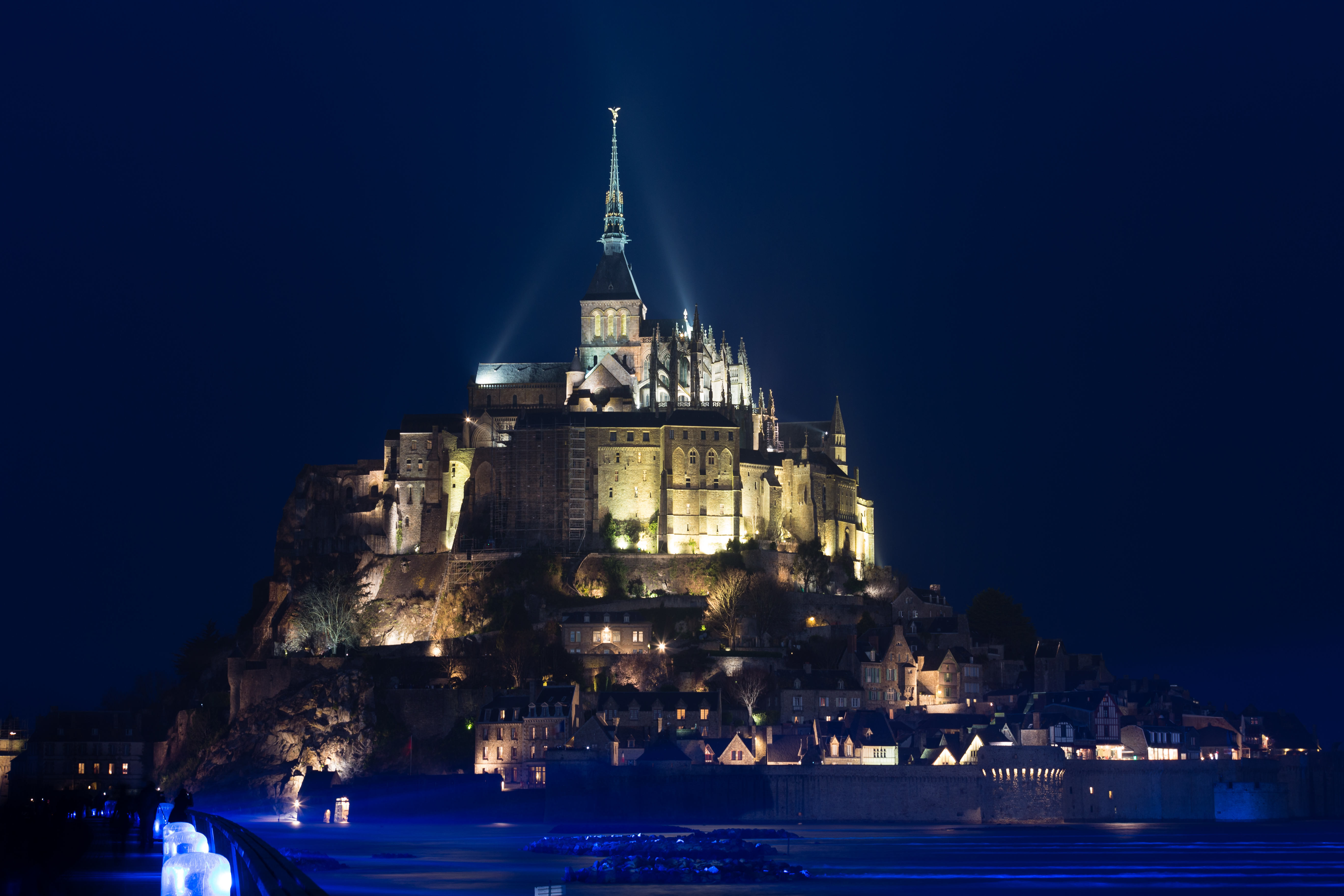
ライトアップされた夜景
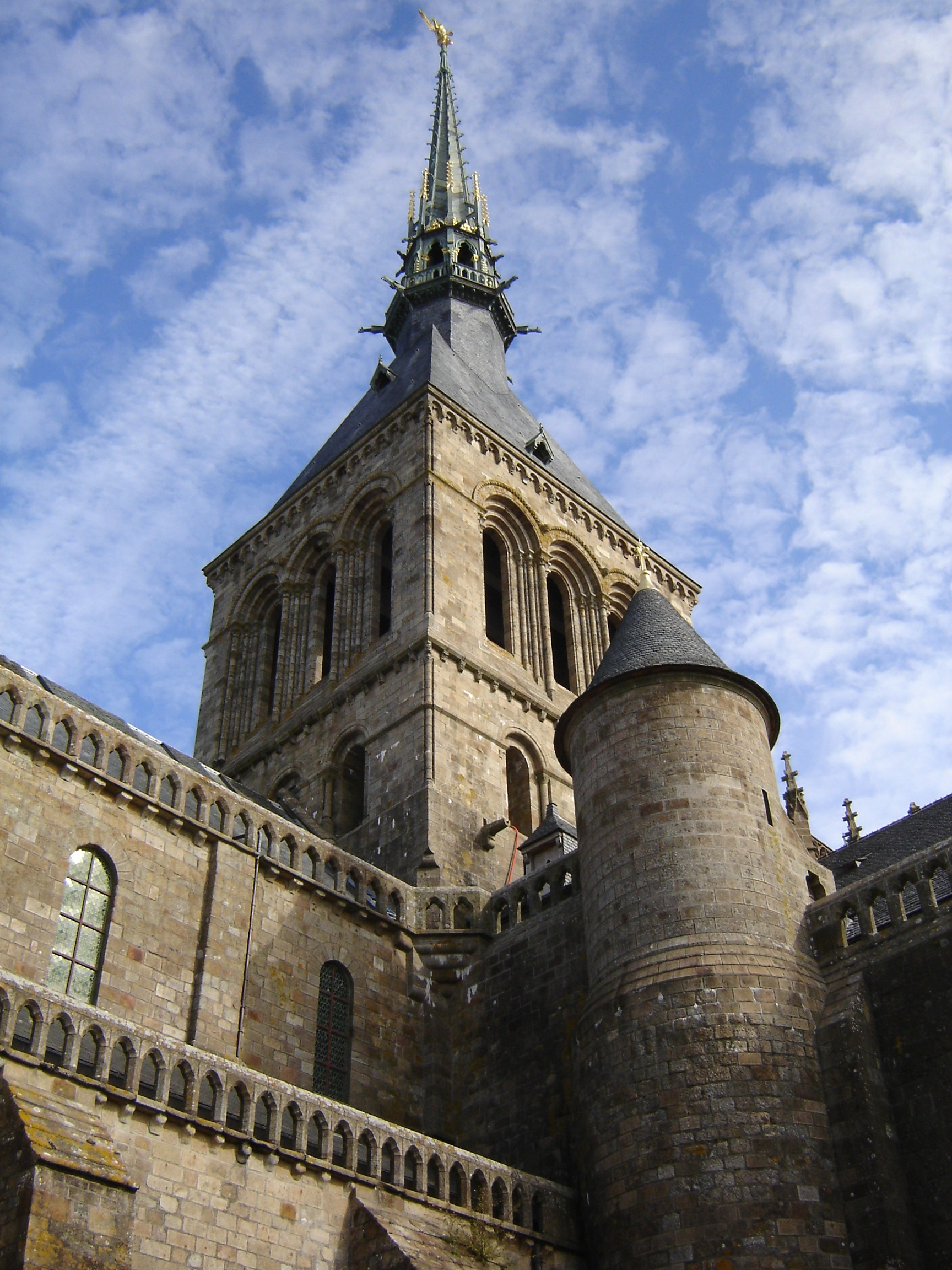
修道院
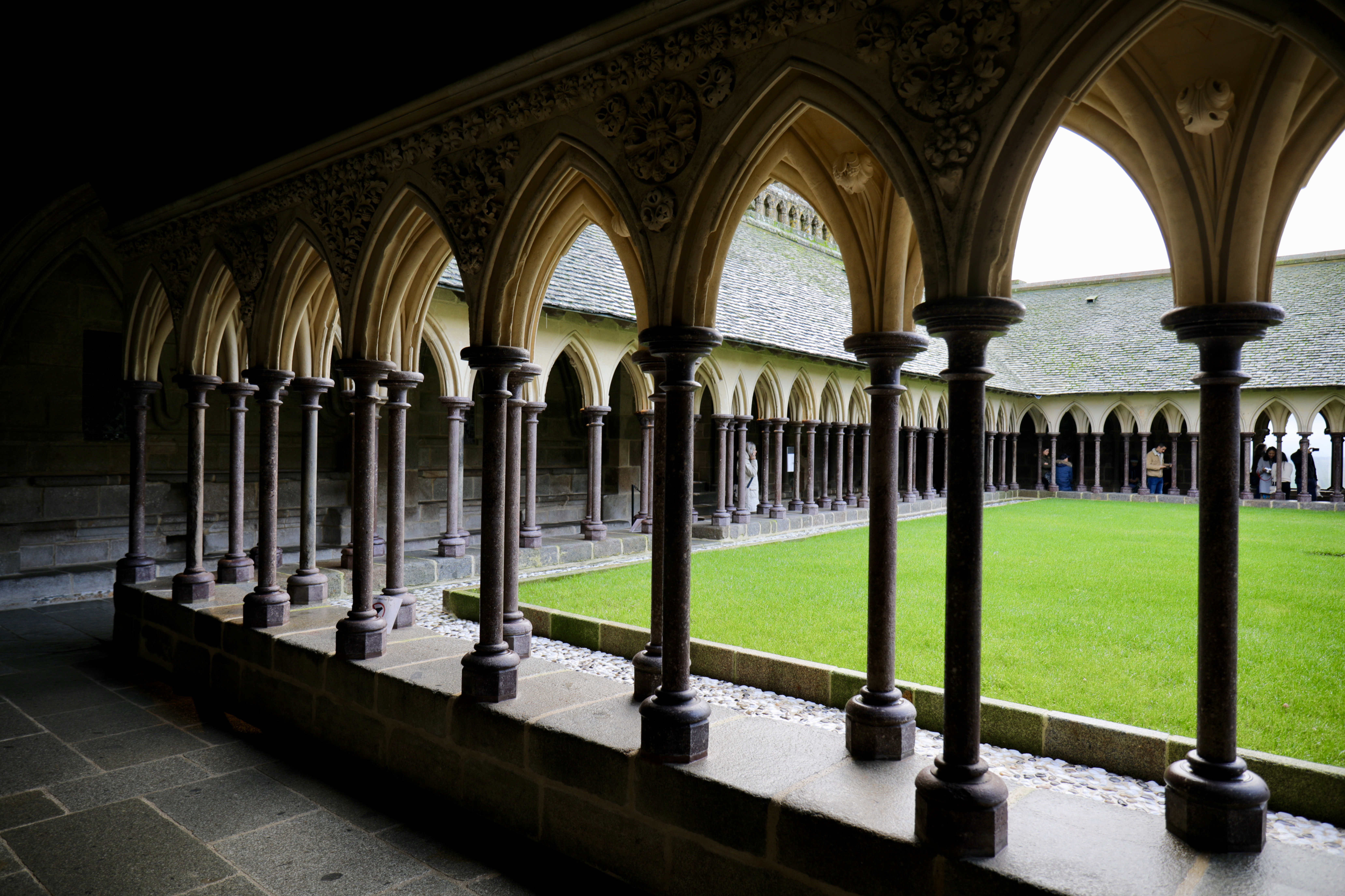
修道院内部の回廊
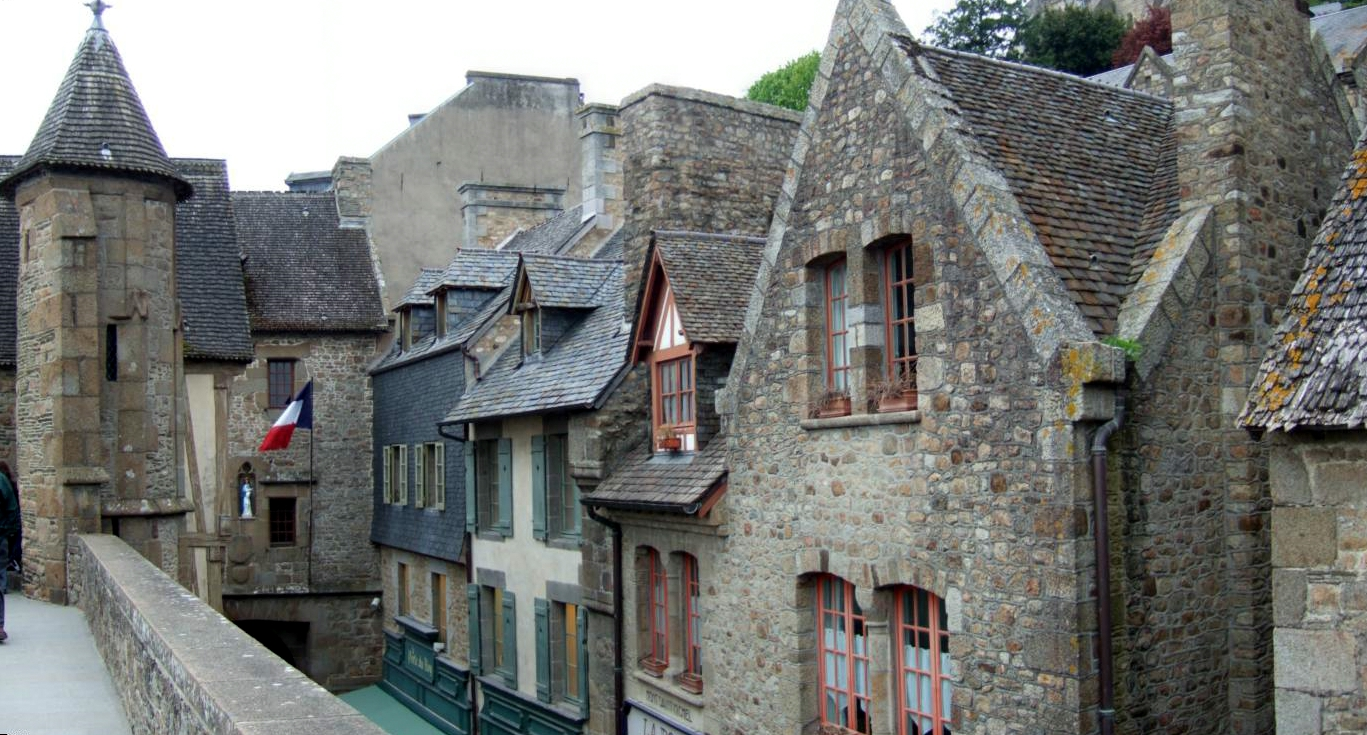
モンサンミシェルにある家々
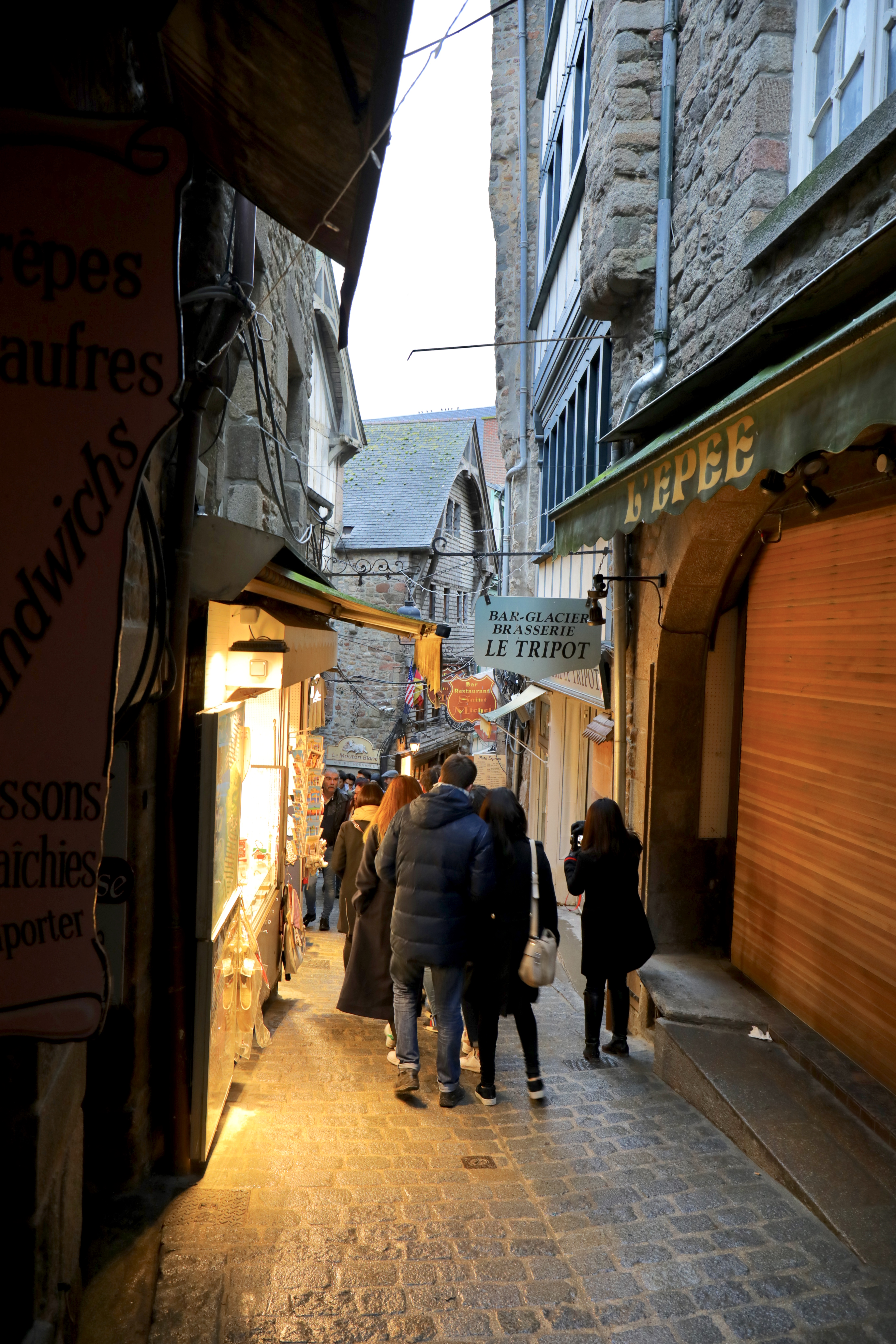
修道院下の狭い路地は店が立ち並び観光客で溢れている

## 歴史

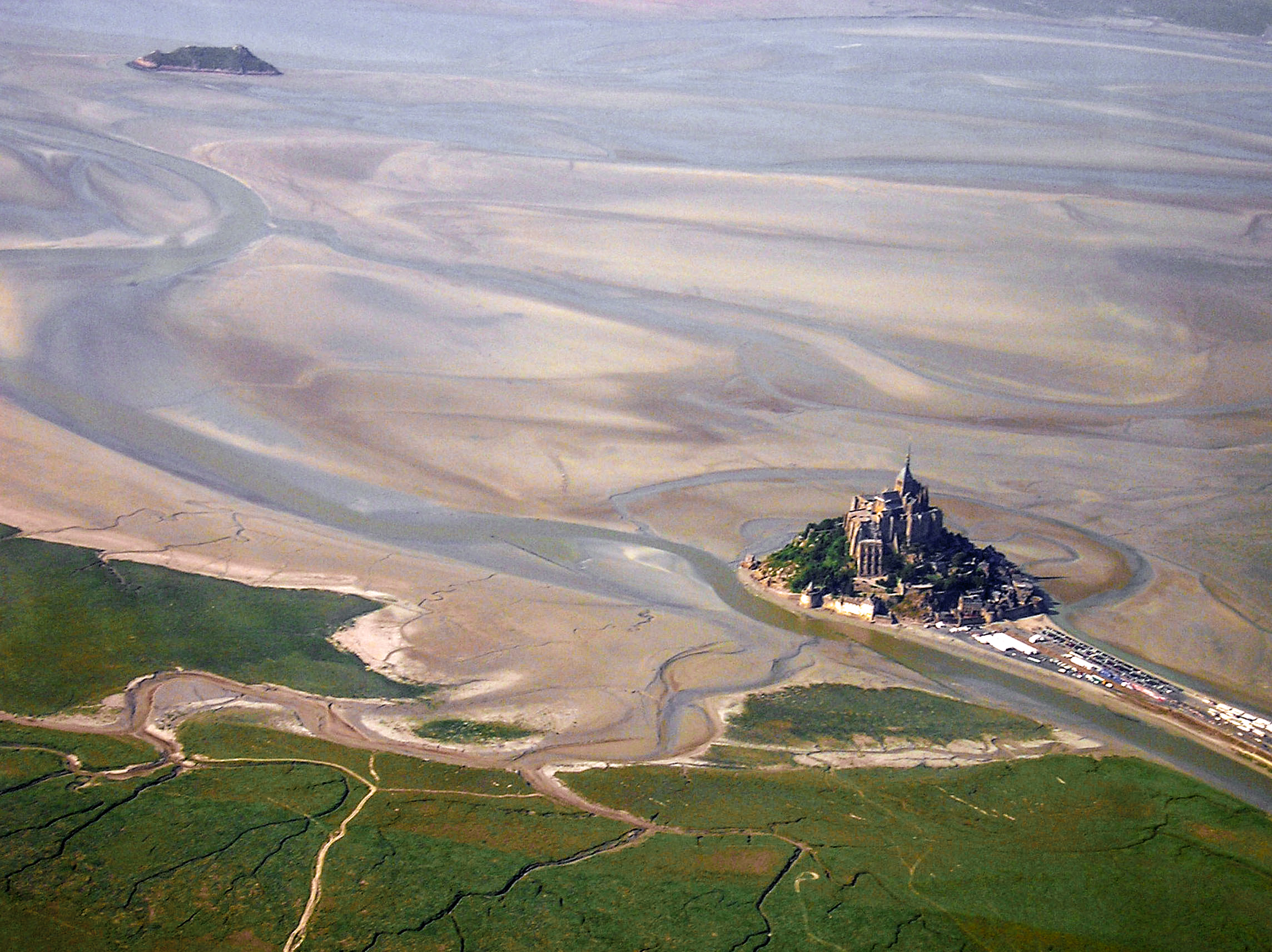

### 起源
この島はもともとモン・トンブ（墓の山）と呼ばれ先住民のケルト人が信仰する聖地であったとされる。イギリスのコーンウォール地方にも同様な干満の差で対岸の陸とつながったり離れたりする同様なタイダルアイランドがあり、そこも大天使ミカエルゆかりとして英語で同名のセント・マイケルズ・マウントと呼ばれているが、夏至の日没方向の線上にあるとして、同じレイライン上の古代信仰の対象だったとする考えがある。
708年、アヴランシュ司教オベールが夢のなかで大天使ミカエルから「この岩山に聖堂を建てよ」とのお告げを受けたが、悪魔の悪戯だと思い信じなかった。再び同じ夢を見たが、また信じなかった。ついに3度目には大天使はしびれを切らし、今度はオベールの額に指を触れて強く命じたところ、オベールは稲妻が脳天を走る夢を見た。翌朝、オベールは自分の頭に手を置くと脳天に穴が開いていることに気づいて愕然とし、ここに至って大天使ミカエルのお告げが本物であると確信してここに礼拝堂を作ったのが始まりである。穴が開いているものの、その周囲がやや盛り上がって、その後も生き続けたのではないかとみられる頭骨が保管されていて、オベールのものとされている。年代鑑定では実際に骨はその時代の頃のものだったといい、この時代にこのような開頭手術はあったという。
966年にはノルマンディー公リシャール1世がベネディクト会の修道院を島に建て、1023年より建造開始し、11～12世紀にはロマネスク様式の身廊（教会堂の入口から祭壇にかけて続くスペース）が建設された。その後も増改築を重ねて13世紀にはほぼ現在のような形になったものである。中世以来、カトリックの聖地として多くの巡礼者を集めてきた。

### 利用変遷と堤防造成

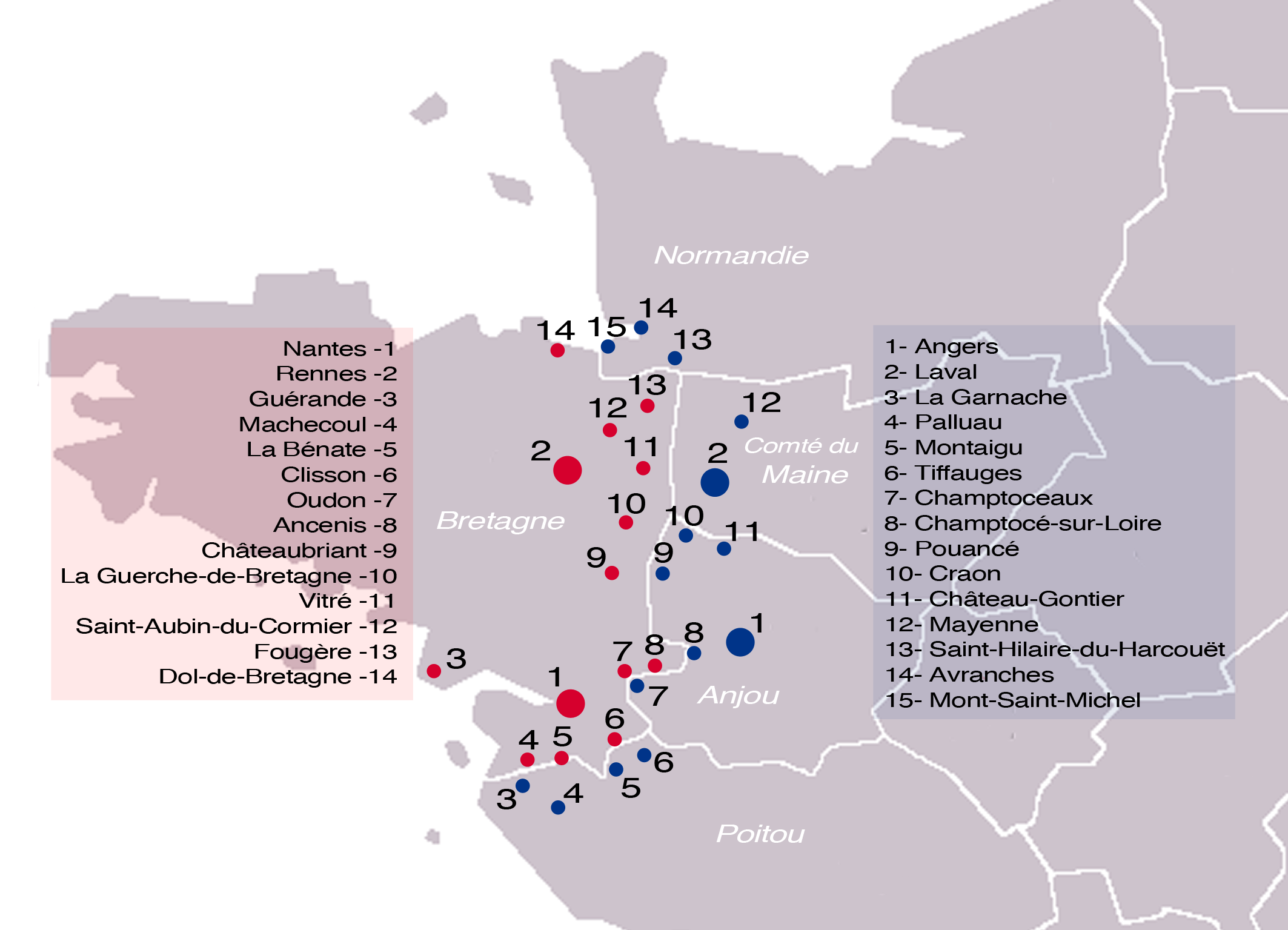
百年戦争でイギリス側についたブルターニュ公国とフランス王国の国境地帯。モン・サン＝ミシェルはフランス王国側の15の位置にある

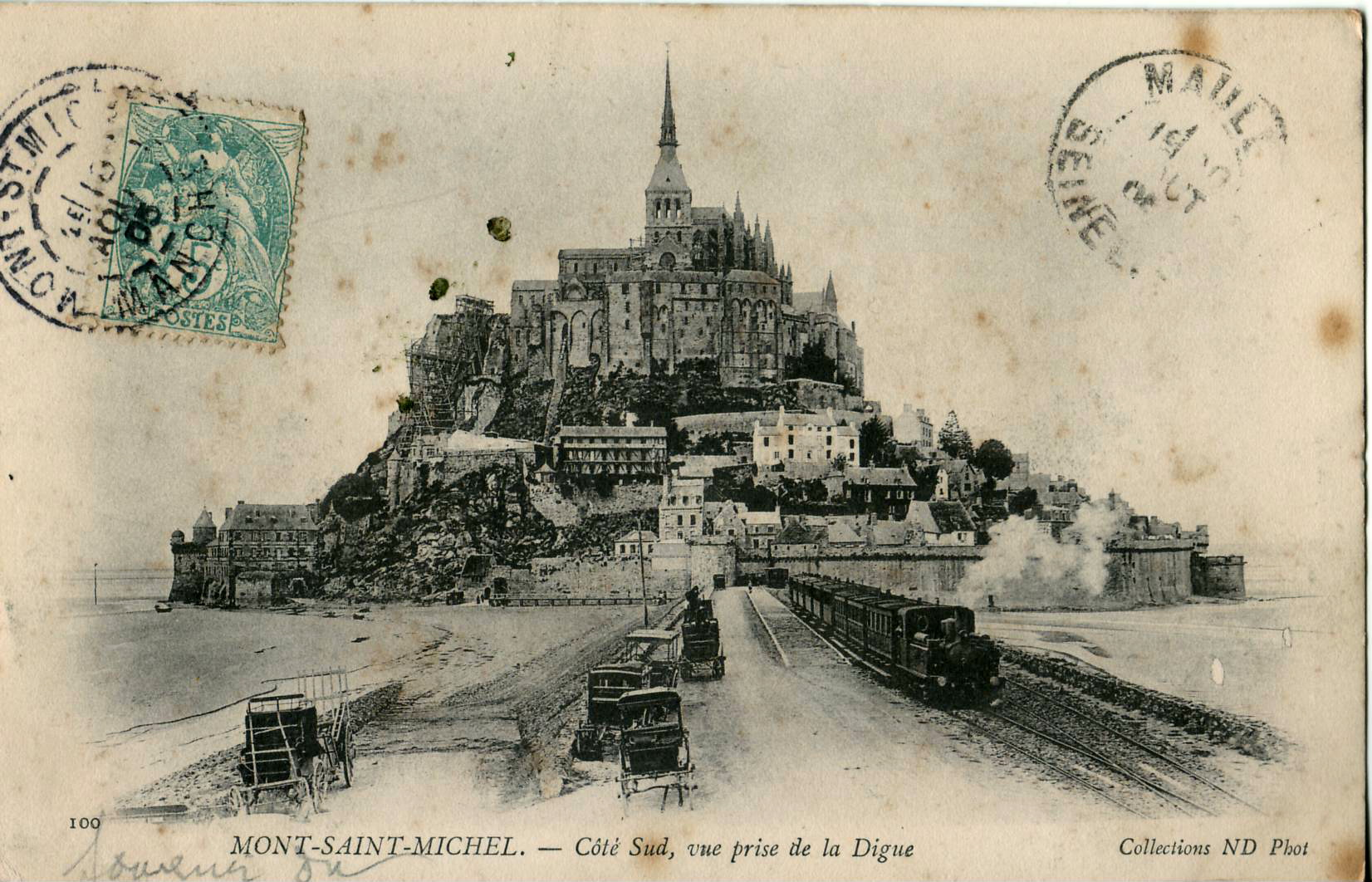
堤防造成による鉄道・道路(1905年)

百年戦争の期間は島全体が英仏海峡に浮かぶ要塞の役目をしていた。モン・サン=ミシェルの入り口には今もイギリス軍が捨てていった大砲とその弾が残っている。
18世紀末のフランス革命時に修道院は廃止され1863年まで国の監獄として使用され、その後荒廃していたが、ヴィクトル・ユゴーの紹介がナポレオン3世を動かし、1865年に再び修道院として復元され、ミサが行われるようになった。
堤防の造成
19世紀には陸との間に堤防を造成して鉄道・道路ができ陸続きになり（鉄道は後に廃止）、フランス西部の有数の観光地となっている。

### 世界遺産への登録
1979年にはユネスコの世界遺産に登録された。2006年8月5日現在、3人の修道士が在住し、9人の修道女が近隣の町から通って運営に当たっている。

### 景観の修復事業

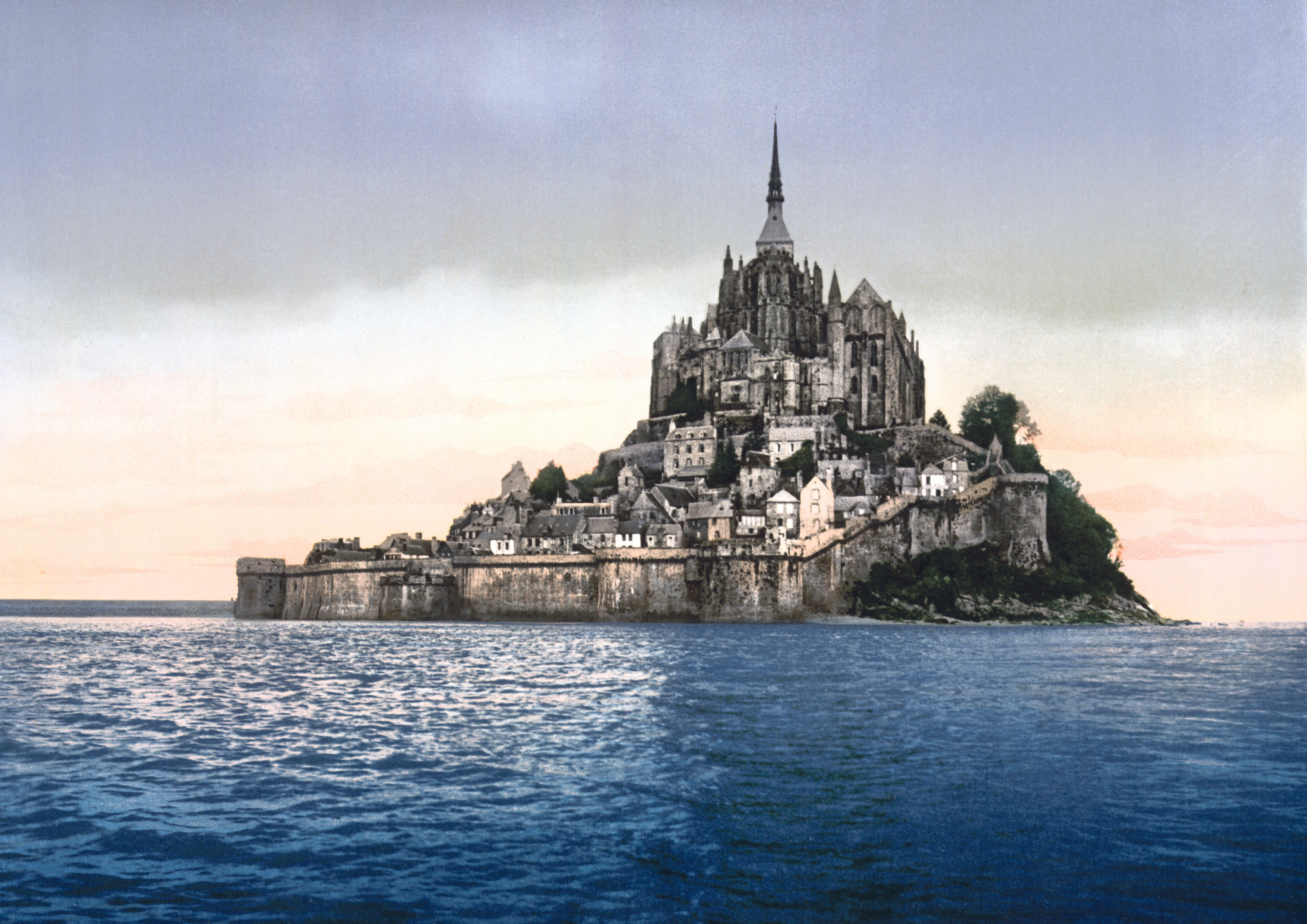
満潮時の様子（1900年頃）
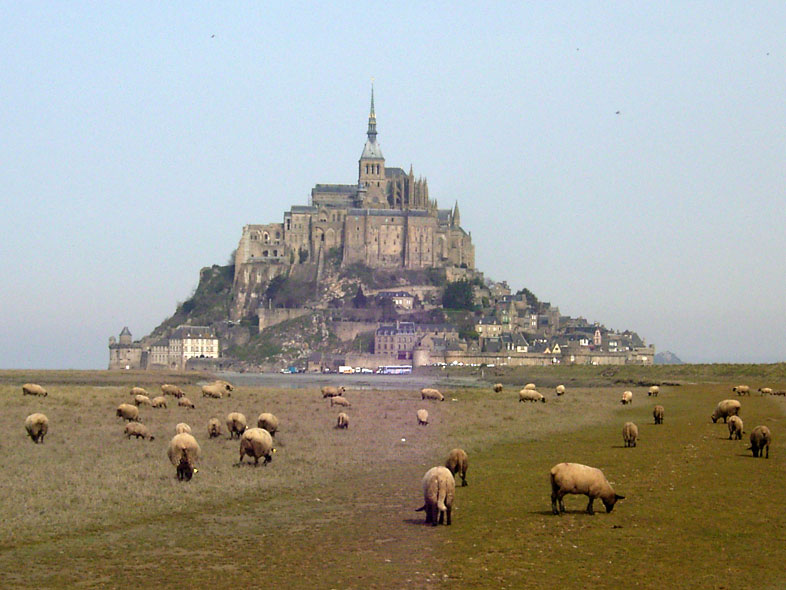
陸地化が進んだ様子（2004年当時）
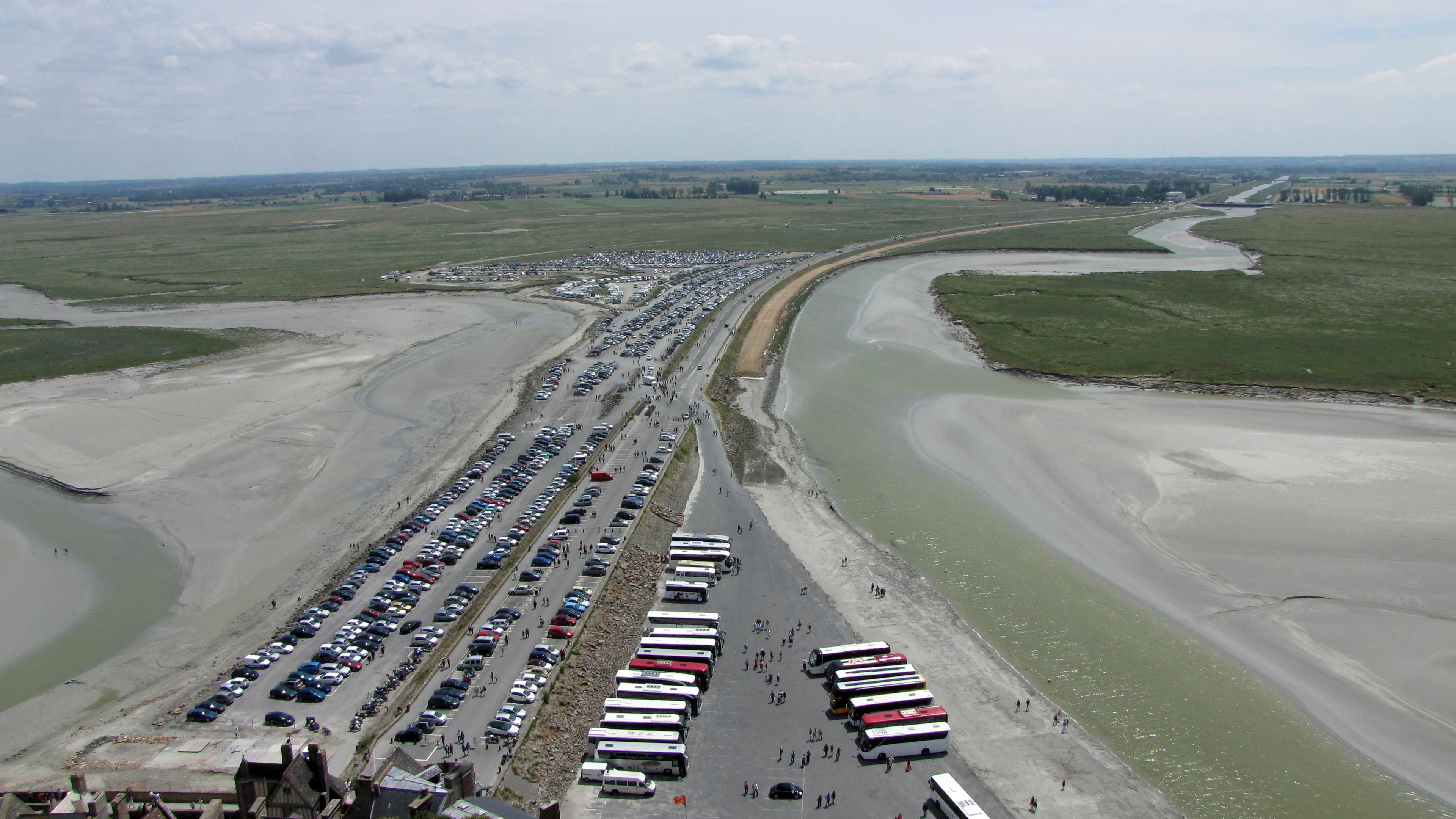
開通前の周辺(2011年)
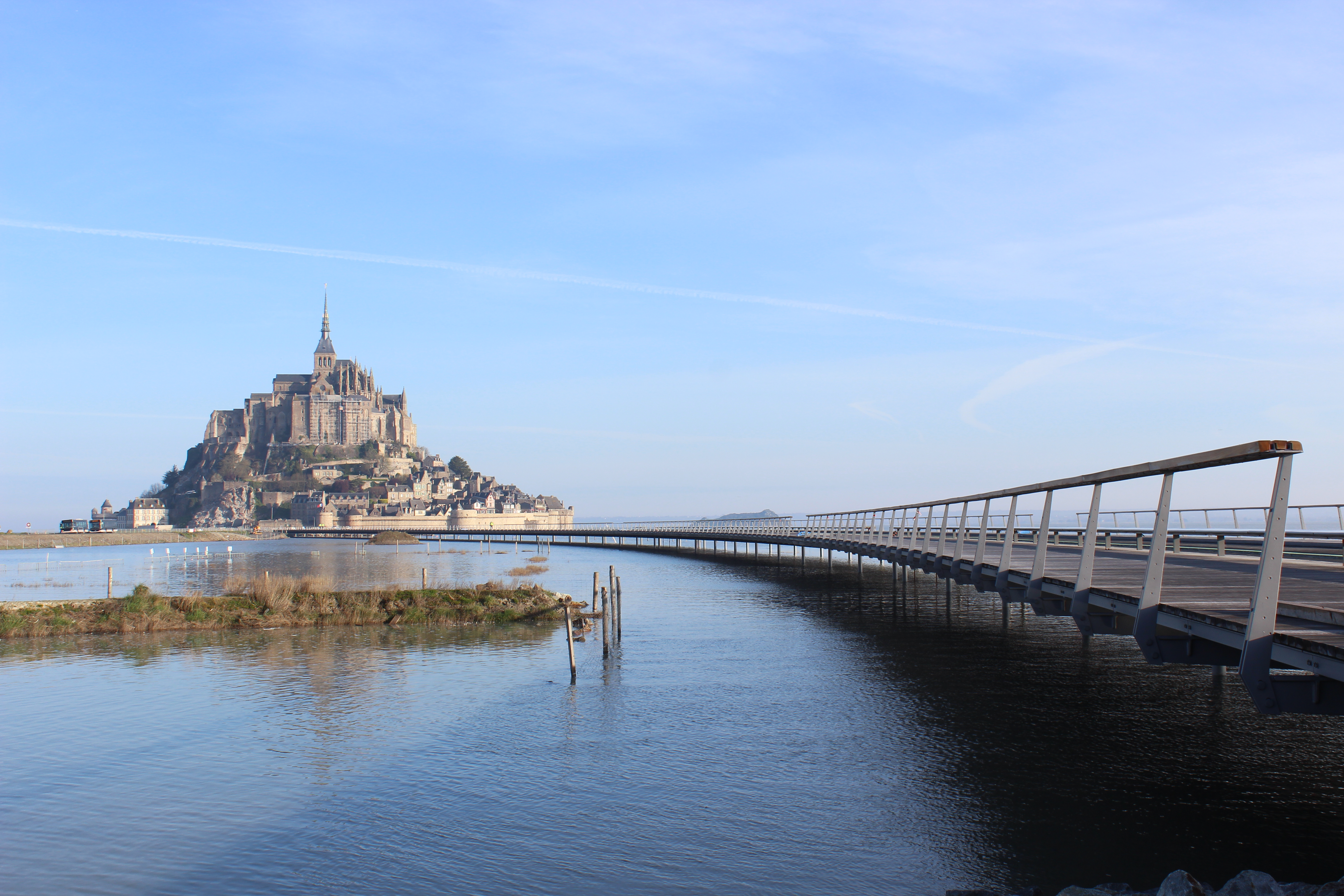
2014年に完成した橋
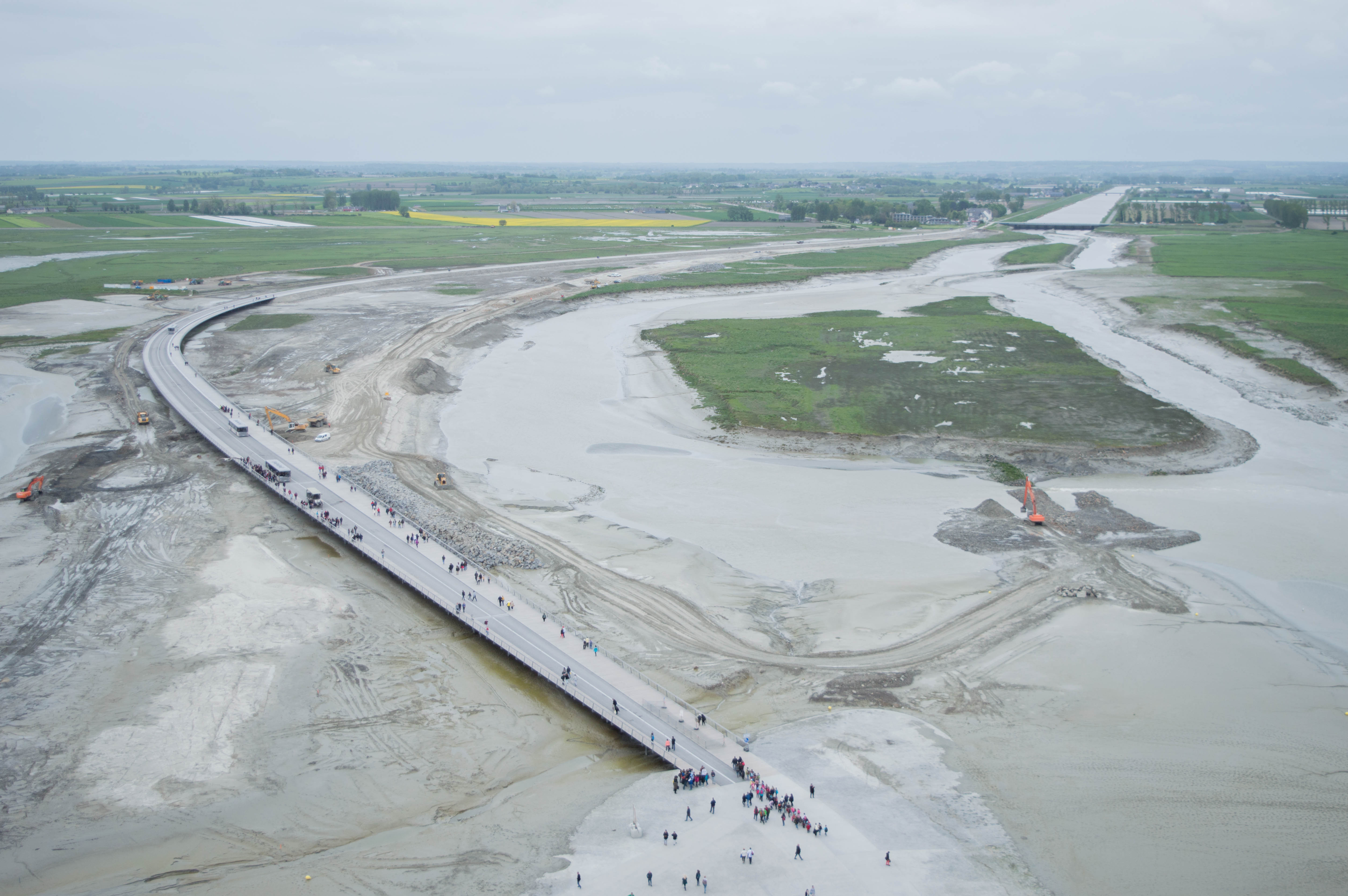
開通後の周辺(2015年)

堤防道路（1849年築造）の影響により、島の周囲が砂洲化したため、国家事業として2億3000万ユーロ（約312億円）をかけて、かつての「島」に戻す工事が行われた。2006年から着手し、駐車場となっている堤防の代わりに橋でつなぎ、海流により堆積砂を取り除くもので、潮の流れを妨げにくい脚付きの橋（長さ約760m）が2014年7月22日に開通した。

## 世界遺産
1979年に登録され、2007年に緩衝地域が拡張された。

### 登録基準
この世界遺産は世界遺産登録基準のうち、以下の条件を満たし、登録された（以下の基準は世界遺産センター公表の登録基準からの翻訳、引用である）。
- (1) 人類の創造的才能を表現する傑作。
- (3) 現存するまたは消滅した文化的伝統または文明の、唯一のまたは少なくとも稀な証拠。
- (6) 顕著で普遍的な意義を有する出来事、現存する伝統、思想、信仰または芸術的、文学的作品と直接にまたは明白に関連するもの（この基準は他の基準と組み合わせて用いるのが望ましいと世界遺産委員会は考えている）。

## イベント

ツール・ド・フランス2013(第11ステージ)

- ツール・ド・フランス2013(第11ステージ)
- モン・サン・ミッシェルマラソン[8]
- 全国高等学校クイズ（決勝戦）

## 舞台とした作品
映画
- 『さらば夏の光』　(1968年公開)
- 『ラストコンサート』（1976年公開）
- 『超劇場版ケロロ軍曹 撃侵ドラゴンウォリアーズであります!』（2009年公開）
- 『映画 ハートキャッチプリキュア! 花の都でファッションショー…ですか!?』（2010年公開）
- 『塔の上のラプンツェル』（2011年公開）
- 『ルパン三世「カリオストロの城」』（1979年公開）

アニメ
- 『モンタナジョーンズ』
- 『夢色パティシエール』

小説
- 『古い骨』（アーロン・エルキンズ著作）

ゲーム
- PlayStation 2用ソフト『鬼武者3』

プラモデル
- 1/2500スケールのキットが日本卓上開発より発売されていた。

## その他

モン・サン＝ミシェル

- 入り口にある「プラールおばさん」(la Mère Poulard)のオムレツ（スフレリーヌ）(fr)が名物料理となっている。
- 世界遺産の厳島神社がある広島県廿日市市と、ル・モン＝サン＝ミシェルは観光友好都市である[9]。
- イギリス海峡を挟んで英国コーンウォール州にある英語で同名のセント・マイケルズ・マウントはモン・サン=ミシェルそっくりの小島で、古い城砦と教会がある。また、同じ聖ミカエルの修道院はアイルランド南西端にあるシュケリッグ・ヴィヒルでもケルト人が始めており、モン・サン＝ミシェルまで結んだ、これら3か所はほぼ一直線上に位置する。
- 湾の反対側からは15キロほどの干潟を歩くツアーがあり、モン・サン・ミッシェルを目掛けて裸足で歩くことができる。

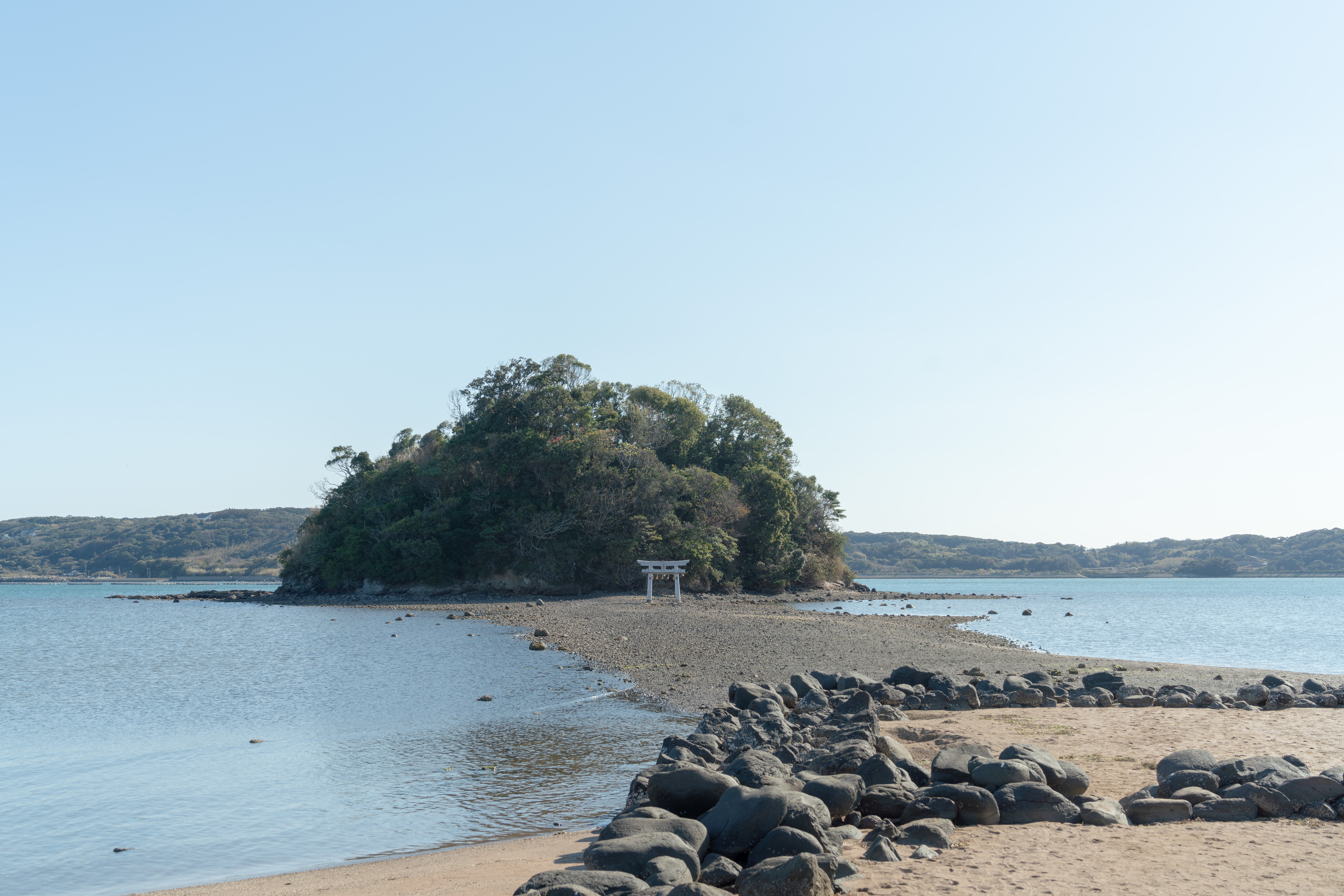
「壱岐のモン・サン＝ミシェル」と呼ばれる長崎県壱岐市小島神社

- 「壱岐のモン・サン＝ミシェル」と呼ばれる長崎県壱岐市小島神社壱岐島（長崎県）には、干潮時にのみ上陸可能な神社「小島神社」があり、「壱岐のモン・サン＝ミシェル」と言われている[10]。「日本のモン・サン＝ミシェル」と言われることもある[11]。
- 京都・祇園祭の函谷鉾の懸装品（前掛）に皆川泰蔵寄贈のモン・サン・ミッシェルがある。

## アクセス
フランス国鉄 - フランス高速鉄道TGV
- レンヌ駅 - 駅北口を出て右手すぐのバス乗り場から、モンサンミシェル行きのバスで約1時間20分。
- ドル・ド・ブルターニュ駅 - 駅を出て右手すぐのバス乗り場から、モンサンミシェル行きのバスで約30分。

バス
- パリから観光ツアーバスで約4時間。